# Peter Pan et les Pirates
Pour les articles homonymes, voir Peter Pan (homonymie).
Peter Pan et les Pirates (Peter Pan and the Pirates) est une série télévisée d'animation américaine en 65 épisodes de 22 minutes, créée d'après le personnage imaginé par de auteur J. M. Barrie et diffusée entre le 10 septembre 1990 et le 2 décembre 1991 dans le bloc de programmes Fox Kids.
Au Québec, la série a été diffusée à partir du 1er avril 1992 à Super Écran, et en France à partir de janvier 1995 sur France 3, dans l'émission Les Minikeums.
La propriété de la série est passée à Disney en 2001 lorsque Disney a acquis Fox Kids Worldwide. Mais la série n'est pas disponible sur Disney+,,.

## Synopsis
Cette série met en scène les aventures de Peter Pan, du Capitaine Crochet et de ses compagnons, les pirates.

## Voix

### Voix anglophones
- Chris M. Allport : Tootles
- Jack Angel : Robert Mullins, Cookson
- Michael Bacall : Short Twin
- Adam Carl : Nibs
- Tim Curry : Captain James Hook
- Debi Derryberry : Tinker Bell
- Linda Gary : Crooked Tail
- Ed Gilbert : Smee
- Whitby Hertford : Michael Darling
- Tony Jay : Alf Mason
- Josh Keaton : Curly
- Christina Lange : Wendy Darling
- Aaron Lohr : Hard-to-Hit, Tall Twin
- Jack Lynch : John Darling
- Jason Marsden : Peter Pan
- Scott Menville : Slightly
- David Shaughnessy : Ignatious Starkey
- Kath Soucie : Girl in the Moon
- Cree Summer : Tiger Lily
- Eugene Williams : Billy Jukes
- Michael Wise : Great Big Little Panther

### Voix françaises
- Damien Boisseau : Peter Pan
- Pierre Hatet : Capitaine Crochet
- Joëlle Guigui : Wendy, Lili la tigresse
- Kelvine Dumour : Fée Clochette
- Georges Lycan : les Pirates : M. Mouche, M. Mullins, autres
- Philippe Peythieu : les Pirates : Plat-de-nouilles, Billy le truand, M. Starkey, autres
- Annabelle Roux : Curly
- Michel Vigné : divers Pirates (voix de remplacement)
- Régine Teyssot : Voix diverses

 Source et légende : version française (VF) sur RS Doublage

## Épisodes
1. Le Cristal magique (Coldest Cut of All)
2. Histoires animées (Living Pictures)
3. La Rivière des ténèbres (River of Night)
4. Le Sortilège (Slightly in Stone)
5. Le Revenant (The Rake)
6. Le Procès de Peter Pan (Peter on Trial)
7. Vent, panthère et orgue (The Wind and the Panther)
8. La Chasse au trésor (Treasure Hunt)
9. L'Escapade de Coco Tom (The Plucking of Short Tom)
10. La Plume de l'aigle (The Dream)
11. Le Gouffre des boucaniers (The Demise of Hook)
12. Les Enfants pirates et les mains (Pirate Boys, Lost Men)
13. Course après le rire (After the Laughter)
14. Monsieur Mouche fait mouche (Stupid Smee)
15. Honneur au théâtre (The Play's the Thing)
16. Le Portrait de maman (Hook's Mother's Picture)
17. Petit Problème (Wee Problem)
18. Les Chevaliers du pays imaginaire (Knights of Neverland)
19. Le Mur des ombres (Pirate Shadows)
20. Le Jour des présents (Now Day Party)
21. Jeu dangereux (When Games Become Deadly)
22. Le combat continue (Eternal Youth)
23. Le Défi (The Footrace)
24. Zigue et les sirènes (Nibs and the Mermaids)
25. Nuit d'Halloween (All Hallow's Eve)
26. L'Enfant pirate perdu (Billy Jukes, Lost Boy)
27. Le Grand Shaman (The Phantom Shaman)
28. Titou et le dragon (Tootles and the Dragon)
29. Premières Rencontres (First Encounter)
30. L'Oracle d'Ozymondias (Slighty Duped)
31. Professeur Mouche (Professor Smee)
32. L'Expulsion (Evicted!)
33. L'Enfant de la lune (The Girl Who Lives in the Moon)
34. Joyeux Noël Capitaine Crochet (Hook's Christmas)
35. Titou l'audacieux (Tootles the Bold)
36. Le Couvre-chef (The Hook and the Hat)
37. Peter Pan vieillit [1/2] (The Ages of Pan [1/2])
38. Peter Pan vieillit [2/2] (The Ages of Pan [2/2])
39. Le Rubis (The Ruby)
40. Vendredi 13 (Friday the Thirteenth)
41. Peter Pan est immortel (Immortal Pan)
42. Peter Pan perd la mémoire (The Lost Memories of Peter Pan)
43. Capitaine Livingstone (Dr Livingstone and Captain Hook)
44. Les Vaniteuses (Vanity, Thy Name is Mermaid)
45. La Grande Course (The Great Race)
46. Histoire de rire (Curly's Laugh)
47. La Trêve (Mardi Gras)
48. L'Arche de Peter Pan (The Never Ark)
49. Quelle heure est-il crocodile ? (The Croc and the Clock)
50. Les Trois Vœux (Three Wishes)
51. La Caverne (A Hole in the Wall)
52. La Maman du Capitaine Crochet (Hook the faithful Son)
53. Wendy et le crocodile (Wendy and the Croc)
54. Élémentaire, mon cher pirate (Elementary, My Dear Pan)
55. L'Ensorceleuse (Frau Brumhandel)
56. Jeu dangereux (Play Ball)
57. Jules Verne au pays imaginaire (Jules Verne Night)
58. Peter Pan garde-malade (The Pirate Who Came to Dinner)
59. Le Parchemin imaginaire (The Neverscroll)
60. Peter Pan au pays des merveilles (Peter in Wonderland)
61. Une journée féerique (A Day at the Fair)
62. Monsieur le Comte (Count De Chauvin)
63. Les Bottes de sept lieues (Seven League Boots)
64. Titou l'invisible (Invisible Tootles)
65. La Lettre (The Letter)